# Tōkyō biyori
Pour plus de détails, voir Fiche technique et Distribution.
Tōkyō biyori (東京日和) est un film japonais réalisé par Naoto Takenaka, sorti en 1997.

## Synopsis
La vie de Yōko Araki, femme du photographe Nobuyoshi Araki.

## Fiche technique
- Titre : Tōkyō biyori
- Titre original : 東京日和
- Réalisation : Naoto Takenaka
- Scénario : Nobuyoshi Araki et Ryō Iwamatsu
- Musique : Taeko Ōnuki
- Photographie : Yasushi Sasakibara
- Montage : Yoshiyuki Okuhara
- Production : Taketo Niitsu
- Société de production : Burning Productions, From First Production et Fuji Television Network
- Pays :  Japon
- Genre : Biopic et drame
- Durée : 121 minutes
- Dates de sortie : 
  -  Japon : 18 octobre 1997

## Distribution
- Naoto Takenaka : Mikio Shimazu
- Miho Nakayama : Yoko Shimazu
- Nobuyoshi Araki : le chauffeur de train
- Tadanobu Asano
- Shiho Fujimura
- Masahiro Kiyota
- Yoshiko Kuga
- Takako Matsu : Mizutani
- Tomokazu Miura : Sotooka
- Yoshimitsu Morita
- Miyuki Nakajima : l'hôtesse dans le bar
- Hideo Nakata
- Satsuki Natsukawa
- Gō Rijū
- Kotobuki Shiriagari
- Sawa Suzuki
- Masayuki Suō : le facteur
- Tomorō Taguchi
- Kanji Tsuda
- Shin'ya Tsukamoto : Maeda
- Yayako Uchida
- Miyako Yamaguchi : Yamada
- Eri Yu

## Distinctions
Le film a été nommé pour onze Japan Academy Prizes et a reçu celui de la meilleure musique.